# Homossexualidade e a Fé Bahá'í
A Fé Bahá'í define que a expressão sexual é aceitável somente dentro do casamento, e os escritos Bahá'ís relativos ao casamento definem, exclusivamente, o casamento como a união entre um homem e uma mulher. Reforça ainda a importância da castidade absoluta para qualquer pessoa solteira.
Referências sobre a homossexualidade na Fé Bahá'í descrevem-na como uma distorção da natureza em que um indivíduo deve controlá-la e superá-la.
A Fé Bahá'í condena a discriminação contra qualquer pessoa mas, ao se tornar bahá'í, automaticamente o indivíduo deve procurar adaptar-se ao padrão de vida "designado por Deus" como parte de sua evolução espiritual individual, segundo os escritos bahá'ís.

## Tratamento aos homossexuais
Um dos princípios (ver ensinamentos) da Fé Bahá'í é a eliminação de todos os tipos de preconceitos, sendo assim, não é permissível qualquer espécie de discriminação, mesmo referente a alguém que cometa qualquer tipo de transgressão às leis.
Os escritos Bahá'ís ensinam que as pessoas devem tratar a todos, incluindo homossexuais, com amor, respeito e dignidade, ainda que na Fé Bahá'í a união homoafetiva não seja permitida. 

## Bahá'ís homossexuais
Quando um indivíduo homossexual se torna Bahá'í, ou se é descoberto posteriormente que um indivíduo Bahá'í é homossexual, esse assunto é tratado em particular com as Assembléias Espirituais Locais. Atos flagrantes de comportamento homossexual não são permitidos e a pessoa é aconselhada a abandoná-los. A menos que as ações de um indivíduo sejam flagrantes, como a união homoafetiva publicamente celebrada, um homossexual não é afastado de sua participação plena na comunidade Bahá'í, no entanto, caso seja, os direitos de voto podem ser removidos como uma sanção administrativa temporária, o que simplesmente suspende o direito de participação na vida comunitária temporariamente até que o indivíduo suprima seus desejos.
Embora seja deixado à consciência individual, qualquer ato que transgride os ensinamentos de Bahá'u'lláh é considerado causa de algum dano na comunidade e o ato homossexual é considerado espiritualmente condenável.
A Fé Bahá'í muitas vezes recebe críticas de ativistas dos direitos dos homossexuais e outros que consideram a prática aceitável. Ainda, muitos Bahá'í defendem a homossexualidade como um direito do indivíduo.

## Escritos Bahá'ís sobre homossexualidade
Bahá'u'lláh, no Kitáb-i-Aqdás, como também Shoghi Effendi, e diversas cartas da Casa Universal de Justiça, falam sobre a homossexualidade e definem de forma direta a postura da Fé Bahá'í em relação às práticas homossexuais.
Os Bahá'ís costumam expressar que a prática homossexual é condenável, não o homossexual.
"Não obstante quão belo e devotado o amor entre pessoas do mesmo sexo possa ser, permitir que ele se expresse através de atos sexuais é errado. Afirmar que esse amor é ideal não é desculpa. Bahá'u'lláh efetivamente proíbe toda a sorte de imoralidade, e Ele assim considera as relações homossexuais, além de serem contra a natureza. Ser afligido dessa maneira é pesado fardo para uma alma consciente. Porém, através do conselho e ajuda de médicos, através de esforço firme e determinado, e por meio de orações, uma alma pode superar esse problema." 

(Resposta de Shoghi Effendi para um indivíduo, 26 de março de 1950, citado em Lights of Guidance)
"A homossexualidade, de acordo com os Escritos de Bahá’u’lláh, é espiritualmente condenada. Isso não significa que cujas pessoas tão aflitas não devam ser ajudadas, aconselhadas e acolhidas. Significa que não acreditamos que seja um modo de vida permitido; que, infelizmente, é muitas vezes a atitude aceita hoje em dia." 

(De uma carta escrita em nome do Guardião para um crente individual, 21 de maio de 1954, citado em Lights of Guidance)
"Deve haver um incentivo real para você enfrentar corajosamente os problemas inerentes à situação que descreve em sua carta, e para decidir, com firmeza, mudar seu modo de vida. Mas você deve desejar fazê-lo. Tanto você quanto seu amigo bahá'í devem primeiro reconhecer que um relacionamento homossexual subverte o propósito da vida humana e que determinado esforço para superar as tendências rebeldes que promovem esta prática que, assim como outros vícios sexuais, é tão abominável; o Criador de toda a humanidade irá ajudá-los a retornar a um caminho que os leve à verdadeira felicidade. "

(De uma carta escrita em nome da Casa Universal de Justiça para um crente individual, 23 de agosto de 1982)
"Vários problemas sexuais, como homossexualidade e transexualidade, podem muito bem ter aspectos médicos e, em tais casos, certamente deve-se recorrer à melhor assistência médica. Mas está claro a partir do ensino de Bahá'u'lláh que a homossexualidade não é uma condição com a qual uma pessoa deve se reconciliar, mas é uma distorção de sua natureza que deve ser controlada e superada. Isso pode exigir uma luta árdua, mas também pode ser a luta de uma pessoa heterossexual para controlar seus desejos. O exercício de autocontrole neste, como em tantos outros aspectos da vida, tem um efeito benéfico no progresso da alma. "

(De uma carta da Casa Universal de Justiça para um crente individual, 12 de janeiro de 1973: citado em: Mensagens da Casa Universal de Justiça, 1968-1973, p. 110-111)